# Cándido Fabré
Cándido Fabré (San Luis (Santiago de Cuba), 10 september 1957) is een Cubaanse zanger, musicus en songwriter.

## Biografie
Hij werd bekend in 1983 als lid van de Charanga Original de Manzanillo, waarvoor hij de hits Coge el camarón, Soy cubano, soja de Oriente, A la hora que me llamen voy, Guayabita del Pinar en ¿Qién ha visto por ahí mi sombrero de Yarey? schreef. In 1993 maakte hij zich zelfstandig  met Cándido Fabré y su Banda. Zijn meer dan 1000 composities werden gecoverd door Orquesta Aragon, Los Van Van, Grupo Manguaré, Issac Delgado, Ritmo Oriental en Los Karachi, buiten Cuba door Celia Cruz, Oscar D'León en El Canario.